# Erebus sumbana
Erebus sumbana är en fjärilsart som beskrevs av Swinhoe 1904. Erebus sumbana ingår i släktet Erebus och familjen nattflyn. Inga underarter finns listade i Catalogue of Life.